# Diego Pérez del Camino
Diego Pérez del Camino (Burgos, 9 de febrero de 1738 - Calahorra, 19 de enero de 1796) fue un compositor y maestro de capilla español. El maestro también está documentado como «Diego Pérez de Camino», «Diego Pérez Camino», «Diego Camino» o «Maestro Camino».

## Vida
En 2016 el musicólogo Antoni Pons Seguí, de la asociación Ars Hispana, descubrió el acta bautismal del maestro Pérez en el Archivo Diocesano de Burgos. Diego Pérez del Camino nació en la ciudad de Burgos, el 9 de febrero de 1738, siendo bautizado en la iglesia parroquial de Santa Águeda. Fue infante del coro de la capilla de música de la Catedral de Burgos, donde se formó en música con el maestro Francisco Hernández Illana. En 1760 solicitó al cabildo usar «hábitos largos», debido a que ya era mayor; es la primera noticia de Diego Pérez en las actas capitulares. En 1763 todavía era «mozo de coro», pero ya comunicaba al cabildo que había sido elegido maestro de capilla en la Catedral de Santo Domingo de la Calzada y pedía una ayuda para el camino.
Tuvo que haber ido anteriormente a Santo Domingo de la Calzada, ya que las oposiciones para el cargo fueron presenciales. El juez de la oposición, Juan José Llorente, maestro de capilla de la Colegiata de Logroño, dio a Pérez por ganador. Fue elegido maestro el 14 de febrero de 1763 y Hernández Illana envió una carta agradeciendo la elección. En este momento Pérez era clérigo de primera tonsura y todavía no había sido nombrado presbítero.

### Magisterio en Santo Domingo de la Calzada
En Santo Domingo de la Calzada tuvo diversas dificultades, no llegando a encajar en la Catedral. En 1766 las madres se quejaron de que el maestro no cuidaba a los infantes como era debido, lo que llevó al cabildo a investigar. En 1772 surgió un problema con los capellanes, que se quejaron de que Pérez realizase actos eclesiásticos para los que no estaba autorizado por no tener el orden sacro todavía. En 1773 la congregación de capellanes decidió expulsarlo de la casa que ocupaba, que era de la propiedad de la congregación. Alegaban que la casa estaba muy maltratada, «con los estudiantes que tiene de posada». El asunto llevó a un pleito en Calahorra, del que no se conoce la resolución. El cabildo de Santo Domingo dio la razón a Pérez, pero le reprochó el descuido de la educación de los infantes. Aun así, el cabildo dejó por escrito su apreciación por el maestro en diversas ocasiones. Una posible razón fue que su salario era muy reducido, como indica que solo un año y medio después del nombramiento, el 12 de octubre de 1764, Pérez solicitaba permiso para presentarse a las oposiciones para el magisterio de la Colegiata de Villafranca del Bierzo.
En 1771 Pérez solicitó al cabildo una carta de recomendación para ir a las oposiciones al magisterio de la Catedral de Calahorra, a lo que el cabildo se negó porque no había puesto «particular esmero en la enseñanza y adelantamiento de los tiples». En las oposiciones se enfrentó a Francisco de la Huerta, músico de la Catedral de Ávila; Juan Andrés de Lombide, organista en Bilbao; José Gargallo, copiante en la Catedral de Zaragoza; y Juan José de Arce, arpista de la Catedral de Pamplona. Los jueces fueron Francisco Viñas, el anterior maestro de Calahorra, cuyo nombramiento como racionero había dejado vacante el cargo, y el primer organista de Calahorra, Matías Menéndez. A pesar de que Gargallo consiguió mejor puntuación en el examen —«porque havía excedido a los demás en el trabajo de las obras, buen gusto de la composición y estilo moderno, que oy se usa»—, tanto de Viñas, como de Menéndez, el cabildo se decidió en votación por Pérez. Gargallo presentó una queja ante el Tribunal Metropolitano que acabó perdiendo en 1777. Entretanto, Pérez permaneció en Santo Domingo, con cuyo cabildo mantuvo buenas relaciones incluso después de partir, y solo pudo tomar posesión del cargo en Calahorra el 26 de agosto de 1777.

### Magisterio en Calahorra
En la Catedral de Calahorra continuó gozando de la apreciación del cabildo. Sin embargo hubo dos dificultades. La primera fue, al igual que en Santo Domingo, que descuidaba a los infantes, a lo que Pérez respondió que «ya procuraba cumplir bien con sus obligaciones». La segunda fue cuando se presentó en septiembre de 1787 ante el deán para «despidiéndose para ir a La Rioja». Parece que quería presentarse al magisterio de la Colegiata de Briones, y aunque no tuvo éxito, la colegiata conserva algunas composiciones del maestro. Fue multado con 400 maravedís.
Permanecería como maestro de capilla de Calahorra hasta su fallecimiento el 19 de enero de 1796, «a las cinco de la mañana».

## Obra
En el Inventarios de la Catedral de Santo Domingo de la Calzada del 9 de enero de 1777 se recogen todas las obras que Pérez dejó en Santo Domingo cuando partió a Calahorra:

[...] En Romance. Al Santísimo dos ataos uno de Villancicos a cuarto y otro de Arias y dúos todos con sus instrumentos. Otro atao de Villancicos del Santo con sus instrumentos. Otro atao de Villancicos de la Rueda con sus instrumentos. Otro atao de Villancicos de Reyes con sus instrumentos. Otro atao de Villancicos de Kalenda con sus instrumentos. En latín. Dos juegos de Vísperas con sus Magníficas el uno al 6° y el otro al 5°. Seis himnos unos a 6° y otros a 5°. Cinco misas unas a 69 y otras a 59 y a 49 con sus Instrumentos. Seis Lamentaciones una a 49 y las demás a solo con sus Instrumentos. Siete Misereres con sus Instrumentos y versos sueltos del mismo. Papeles sueltos que obraban en poder de Dn Matías Sáez de Ócariz y Ruíz de Azúa de la Santa Iglesia.- Tres Misas del Maestro las dos a 69 con violines y la otra a 59 sin ellos. Dos Misas a 59 con violines la una de Dn. Blas de Cáseda y la otra de Dn. Joseph de Cáseda. Otra Misa a 69 con violines del Maestro Cáseda. Un juego de Vísperas con su Magnificat a 79 con violines del maestro Bas. Un juego de vísperas con su misa de difuntos a 59 del maestro Cáseda. Un domine y Dixit Dominus a 89 con violines del Maestro Bas. Un Laetatus, un Lauda Hierusalem y un Ave Maris Stella a 79 con violines del mismo Maestro. Una Salve a 79 con violines del mismo Maestro. Cinco juegos de Vísperas los unos a 69 y los otros a 59 de los Maestros Cáseda y Dn. Carlos García. Trece Motetes unos a 49 y otros a dúo con Violines. Un Domine y un Dixit Dominus a 69 con Violines y oboe del Maestro Cáseda. Un Beatus vir a 69 con Bajón del mismo Maestro. Una Magníficat con Clarín y otra con Violines y un Beatus vir con Violines a 59 del Maestro Cáseda. Una Magnificat a 59 y un Laudate Dominum omnes gentes a 69 del Maestro Cáseda y otro Laudate del Maestro Dn. Carlos García Martínez. Un Laetatus a 59 con Violín del Maestro Cáseda. Un Confitebor un Laetavi y un Dilexi a 89 de Difuntos del Maestro Cáseda. Un Credidi a 69 del mismo y una Salve a 59. Dos Lauda Hierusalem a 52 y un Laetatus a 69 y dos a 59 el primero y segundo de Cáseda y los otros dos de García y de Pascual. Una Misa de Difuntos a 49. Catorce Salmos sueltos de varios Maestros. Dos Prosas a 89 del Maestro Bas. Un Et alibi a 49 y veinte y cinco himnos para todas las festividades. Cuatro Misereres dos a 79 y dos a 89. Cuatro Sequencias. Trece Lamentaciones a varios números de voces. Varios Papeles y Villancicos antiguos en latín y Romance.
Inventarios, 9 de enero de 1777

Pérez del Camino fue un compositor muy activo. Se conservan 117 composiciones en Santo Domingo de la Calzada y otras 267 en Calahorra. Además hay unas 41 en la Catedral de Astorga y 14 en la iglesia de Briones.